# سینان کورت (بازیکن فوتبال، زاده ۱۹۹۶)
سینان کورت (ترکی استانبولی: Sinan Kurt؛ زادهٔ ۲۳ ژوئیهٔ ۱۹۹۶) بازیکن فوتبال ترک‌تبار اهل آلمان است.
از باشگاه‌هایی که در آن بازی کرده است می‌توان به باشگاه فوتبال بایرن مونیخ ۲ و باشگاه فوتبال بایرن مونیخ اشاره کرد.
وی همچنین در تیم‌های ملی فوتبال زیر ۱۵ سال آلمان، زیر ۱۶ سال آلمان، زیر ۱۷ سال آلمان، زیر ۱۸ سال آلمان و زیر ۱۹ سال آلمان بازی کرده است.